# Rigel

Rigel (pronunțat în engleză /ˈraɪʤəl/) (β Orionis) este cea mai strălucitoare stea din constelația Orion și una dintre cele mai strălucitoare stele de pe cer cu magnitudine vizuală de 0,12. Deși Clasificarea Bayer i-a dat calificativul „beta”, este aproape la fel sau chiar mai strălucitoare decât Alpha Orionis (Betelgeuse).

## Spectroscopie
Studiile făcute pe Rigel au arătat mari diferențe ale configurației. Ea variază de la emisii largi la absorbții largi. Pentru un moment studiile sunt făcute pentru a determina dacă există un model.

## Caracteristici fizice

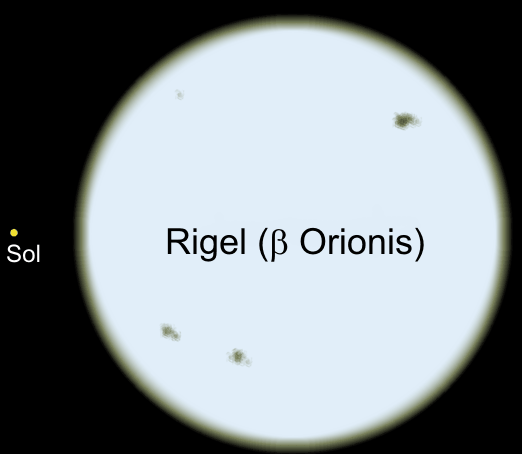
Imagine comparativă între Soare și giganta albastră Rigel(Beta Ori), stea care este de 60 de ori mai mare ca Soarele

Cu o magnitudine aparentă de 0,12, este a șasea cea mai strălucitoare stea de pe cer. Este chiar ușor mai strălucitoare decât steaua α, Betelgeuse (magnitudinile lor sunt foarte apropiate, de unde confuzia când s-a făcut clasamentul de către Johann Bayer).
Rigel se situează la o distanță de 790 până la 950 de ani-lumină de Terra, prea departe pentru a fi cunoscută cu precizie prin măsurarea paralaxei, chiar dacă satelitul Hipparcos dă 863 de ani-lumină. Se poate deduce de aici că magnitudinea absolută a stelei Rigel este de ordinul -6,7, ceea ce o face o stea extrem de luminoasă.
Steaua este de tip spectral B8Ia, o supergigantă albastră, de 40.000 de ori mai luminoasă decât Soarele în lumina vizibilă. Dacă se adaugă puterea de radiație în ultraviolet, puterea emisă este de 66.000 ori mai mare decât aceea a Soarelui. Cu un diametru de 58 până la 74 de ori mai mare decât cel al Soarelui, Rigel s-ar întinde până la orbita lui Mercur, în Sistemul Solar. Este un pic mai mare decât Canopus și nu este depășită în talie decât de Antares și Betelgeuse printre stelele  de primă magnitudine.
Ca multe supergigante, Rigel este ușor variabilă, neregulată, de 3 până la 30 % pe o perioadă medie de 25 de zile. Această variabilitate ar proveni din pulsațiile suprafeței stelei.
Rigel are  masă de circa 17 mase solare, se va transforma într-o supernovă și-și va termina, probabil, viața sub forma unei găuri negre.

## Sistem
Rigel este cunoscută ca și o stea dublă vizual încă din 1831 când pentru prima dată a fost măsurată de către F. G. W. Struve. Rigel B nu este bine vizibilă din cauză că are o magnitudine de 6.7 dar și pentru că este destul de apropiată de Rigel A care este de 500 de ori mai luminos. Cele două stele sunt estimate ca fiind la o distanță de aproximativ 2200 UA una de cealaltă.
De asemenea Rigel B este tot o stea dublă ale cărei componente se învârt în jurul centrului de masă o dată la 9.8 zile. Cele două stele aparțin clasei spectrale B9V. Componentele Rigel B au mase egale cu 2.5 și 1.9 mase solare.
La sfârșitul secolului 19 și începutul secolului 20 a fost o controversă privind Rigel B. Unii spuneau că este o stea dublă în timp ce alții nu puteau să demonstreze.
Având 21 de mase solare, Rigel va sfârși într-o supernovă și-și va termina probabil „viața” sub forma unei « găuri negre ».

## Etimologie și semnificație
Numele stelei vine de la poziția sa în piciorul stâng din constelația Orion. Este o contragere a sintagmei arabe Riǧl Ǧawza al-Yusra, care semnifică „piciorul stâng de pe centru”. Un alt nume arab este رجل الجبار , transliterat: riǧl al-ǧabbār, care înseamnă „piciorul celui mare”, de unde provine denumirea Algebar, denumire populară, ca și Elgebar, dar acestea sunt rar folosite.

### Numele în alte limbi
- 参宿七 (Shēnxiù Qī, „a șaptea dintre cele trei stele”) în chineză.
- 源氏星 (Genjiboshi, „Stea a clanului Genji”) în japoneză.[10][11]

Articolul a fost tradus în mare parte pe baza unui articol similar de pe wikipedia în limba engleză.